# Santa Caterina della Rota
Santa Caterina della Rota ou Igreja de Santa Catarina da Roda é uma igreja de Roma, Itália, localizada no rione Regola, na via San Girolamo della Carità. É dedicada a Santa Catarina de Alexandria.

## História
É uma das mais antigas igrejas de Regola. Originalmente era o título de Santa Maria in Catarina, um nome que aparece com muitas variações, entre elas: "in Cateneri", "in Catenari", "in Catinera" e "de Catenariis". Com o primeiro, aparece numa bula do papa Urbano III, de 1186, que já a indica como igreja paroquial.
O nome original é uma referência ao fato de que, vizinho à igreja, existia um hospital destinado aos prisioneiros pobres resgatados dos sarracenos de Trípoli e da Tunísia, e que, no altar da Virgem, como agradecimento pela sua libertação, deixavam suas correntes (em italiano:  "catena"), de onde deriva o nome "de caterariis". Com o tempo, esta expressão se transformou em "Caterina" e o culto a Santa Catarina se sobrepôs ao da Virgem Maria.
No século XVI, esta igreja foi reformada por Ottaviano Mascherino e dedicada definitivamente a Santa Catarina de Alexandria, uma mártir do século IV assassinada por se recusar a renegar sua fé. Segundo a tradição, ela morreu na roda e daí o nome atual da igreja, "della rota". 
Desde 1929, esta igreja é a sede da Venerável Arquiconfraria de Sant'Anna dei Parafrenieri, vindos de Sant'Anna dei Palafrenieri, no Vaticano.

## Descrição
A fachada foi realizada em 1730 e no centro do tímpano está o brasão do capítulo de São Pedro, a quem se deve a restauração da igreja no final do século XIX.
No interior há apenas uma nave com três capelas de cada lado: a característica mais notável é o teto de madeira entalhada do século XVI, proveniente da da igreja de San Francesco d'Assisi a ponte Sisto, demolida por ocasião da construção dos muros para canalização do Tibre (muraglioni) no final do século XIX.
Além disto, na primeira capela à direita está uma "Fuga para o Egito", de Girolamo Muziano e, ao lado, o túmulo do famoso gravador romano Giuseppe Vasi. Na terceira capela à esquerda está uma "Anunciação" do século XVI. A igreja abriga ainda uma estátua da "Virgem com Santa Ana", utilizada na procissão "delle panze" ("das grávidas").

## Galeria

Imagens da igreja
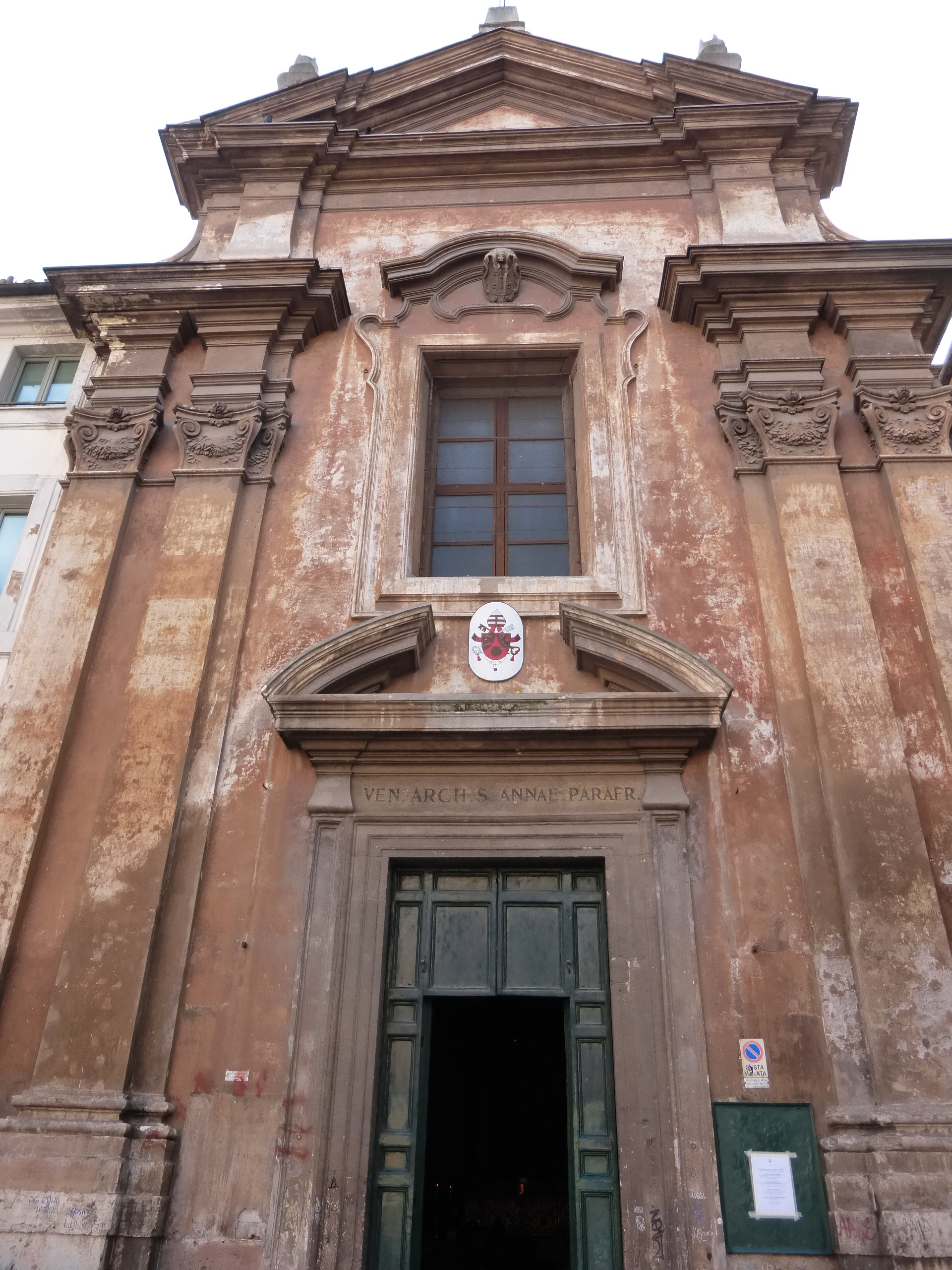
Detalhes da fachada.
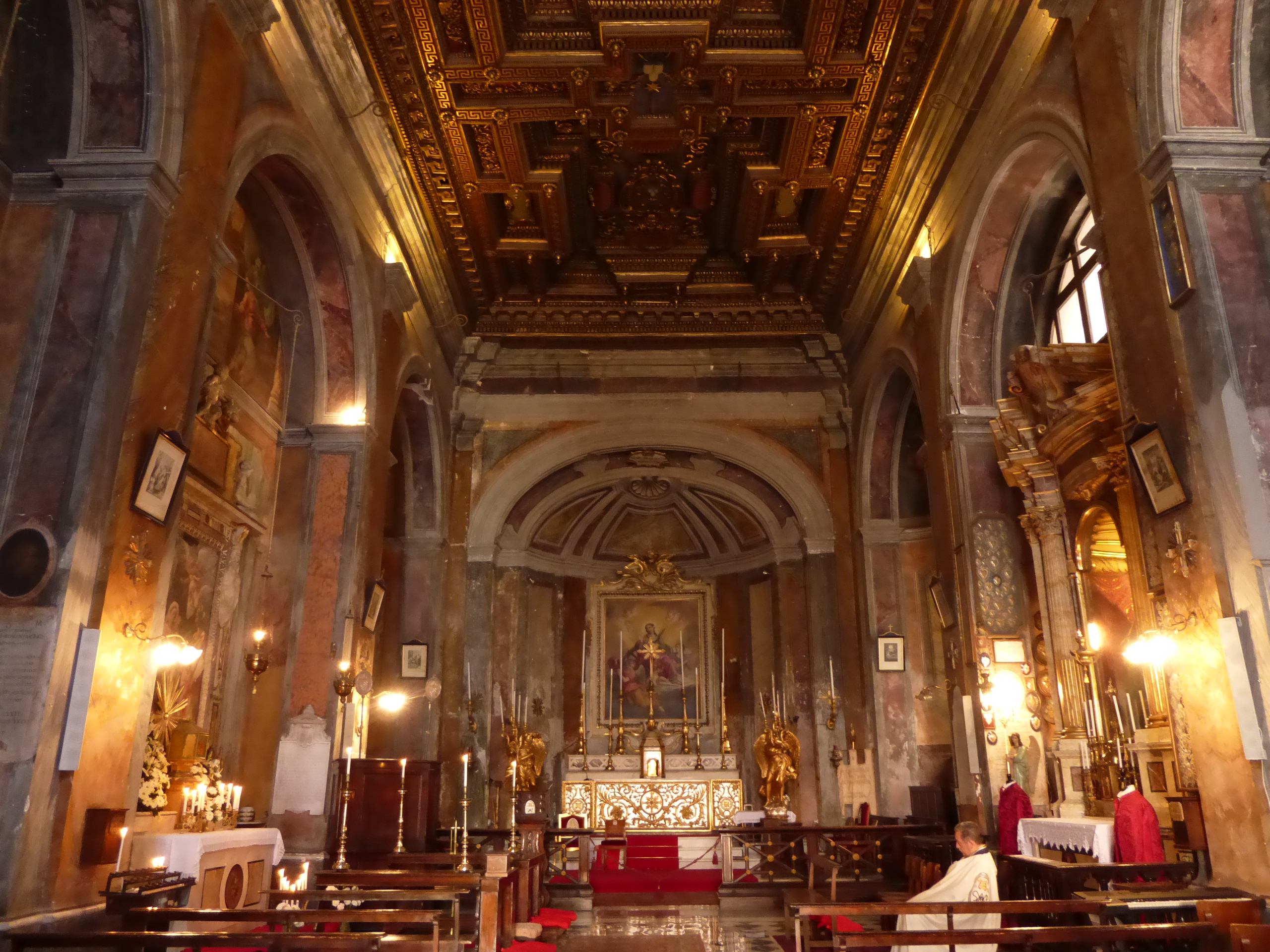
Vista do interior.
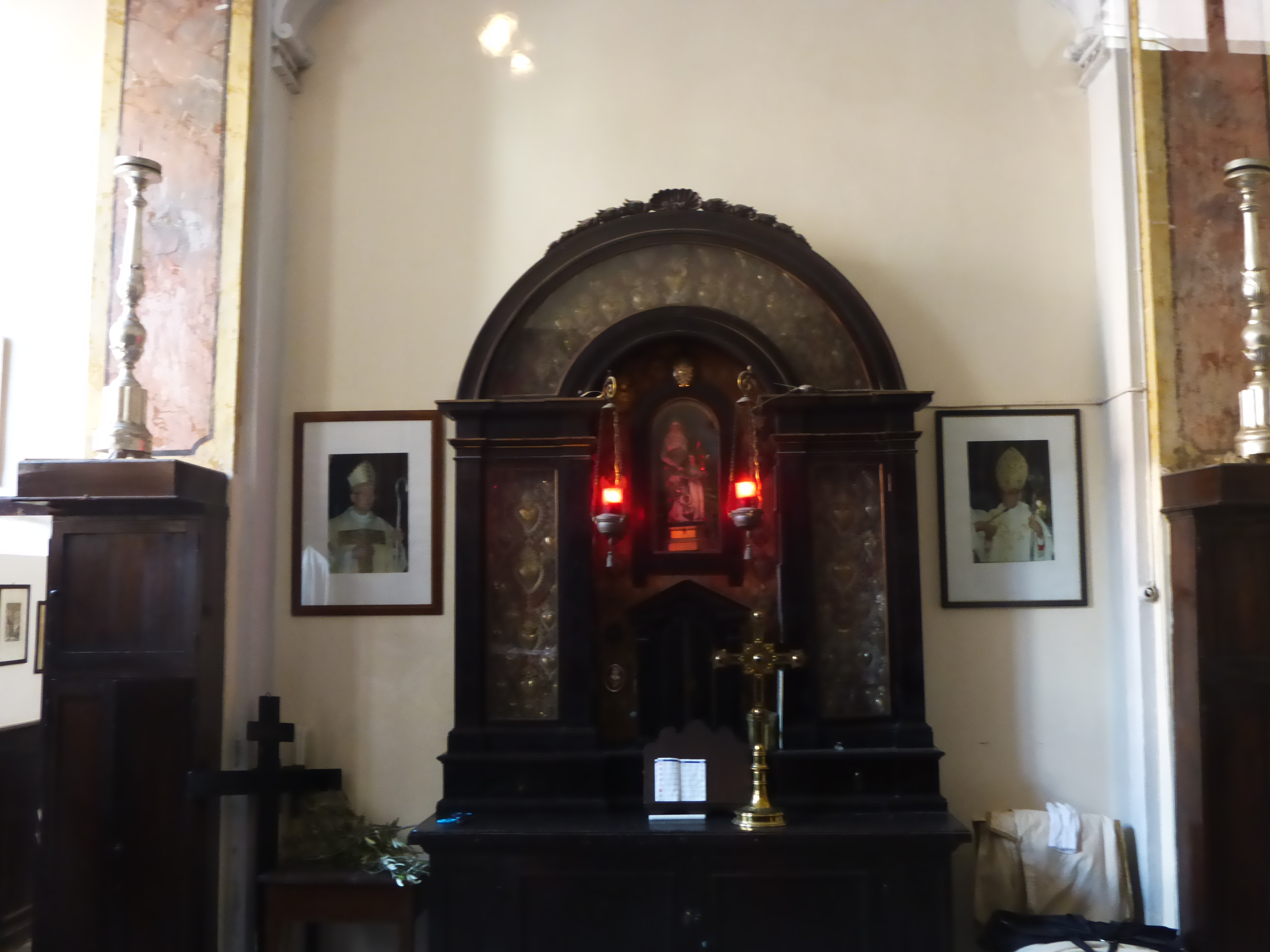
Ex-voto a Santa Ana (padroeira da arquiconfraria dos Parafrenieri) na sacristia.
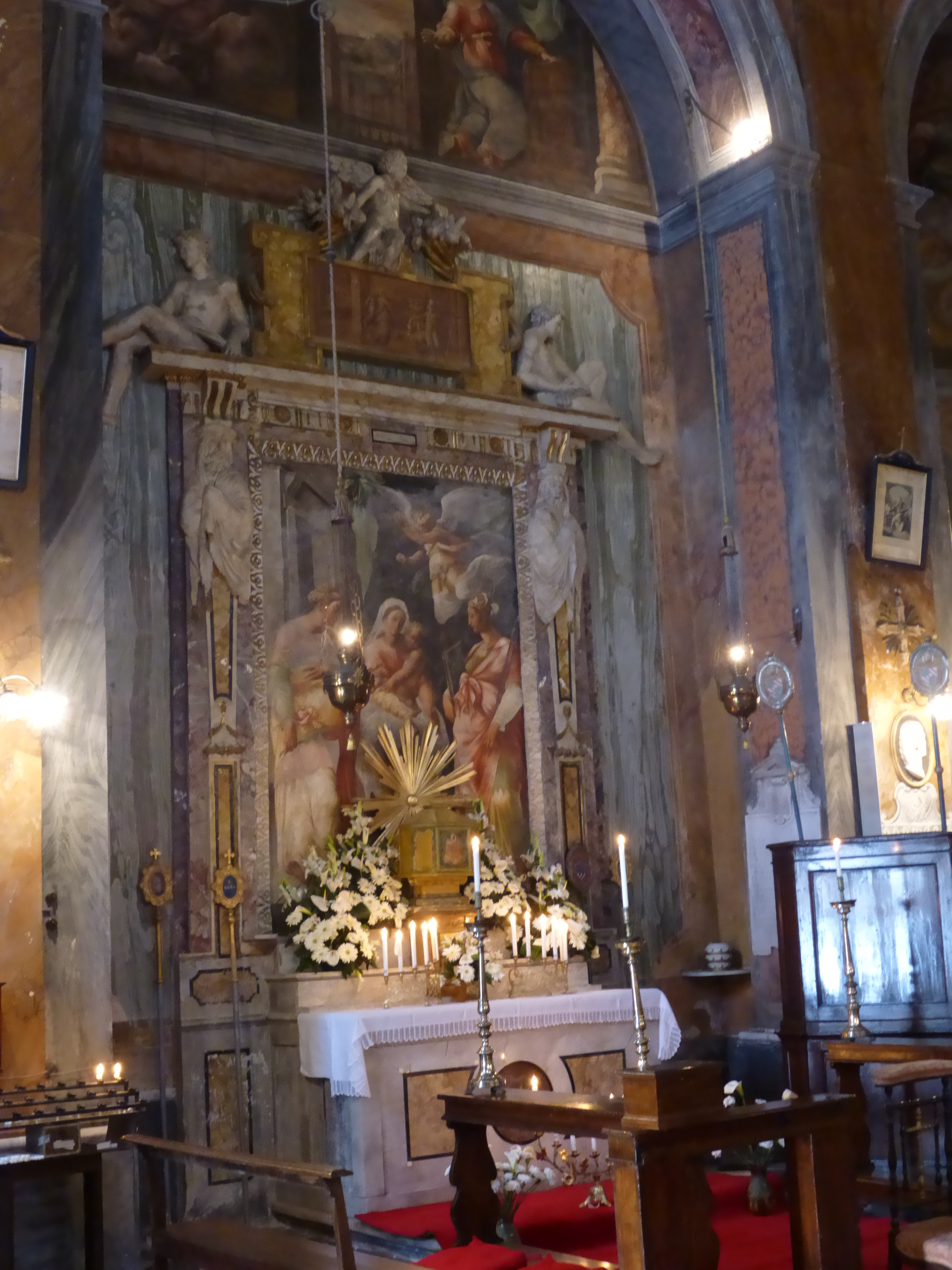
Uma das capelas laterais.
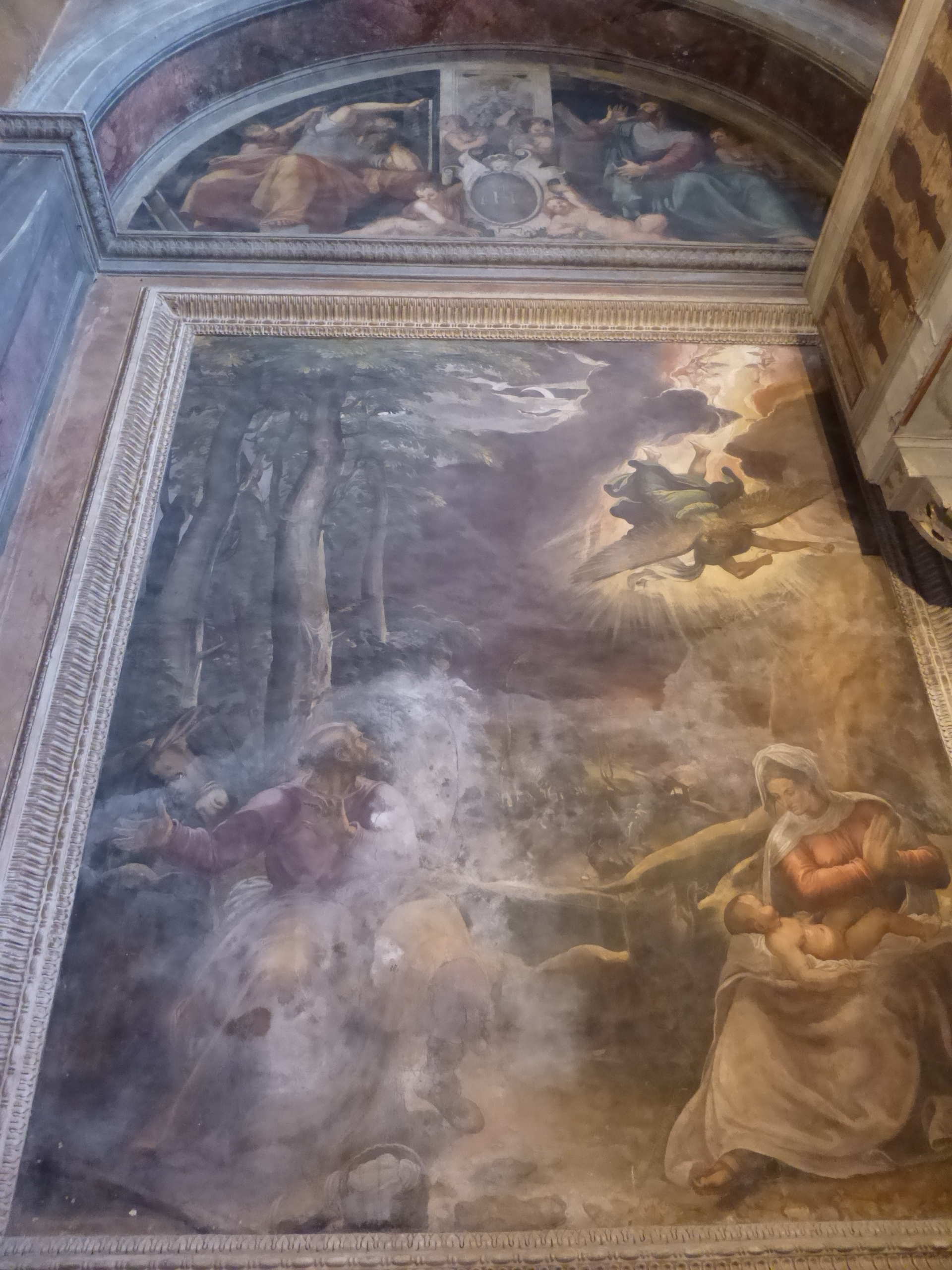
"Descanso na Fuga para o Egito" numa das capelas.